# Mantidactylus majori
Espèce
Statut de conservation UICN

 LC  : Préoccupation mineure
Mantidactylus majori est une espèce d'amphibiens de la famille des Mantellidae.

## Répartition

Aire de répartition de Mantidactylus majori.

Cette espèce est endémique de Madagascar. Son aire de répartition se compose de deux zones séparées ; toutefois il n'est pas exclu que les spécimens du nord-est puissent appartenir à une espèce non encore décrite. Elle est présente du niveau de la mer jusqu'à 1 400 m d'altitude.

## Description

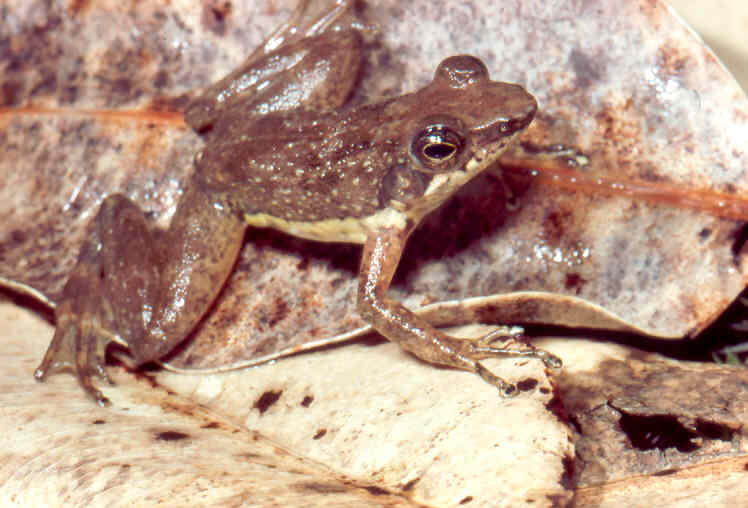
Mantidactylus majori

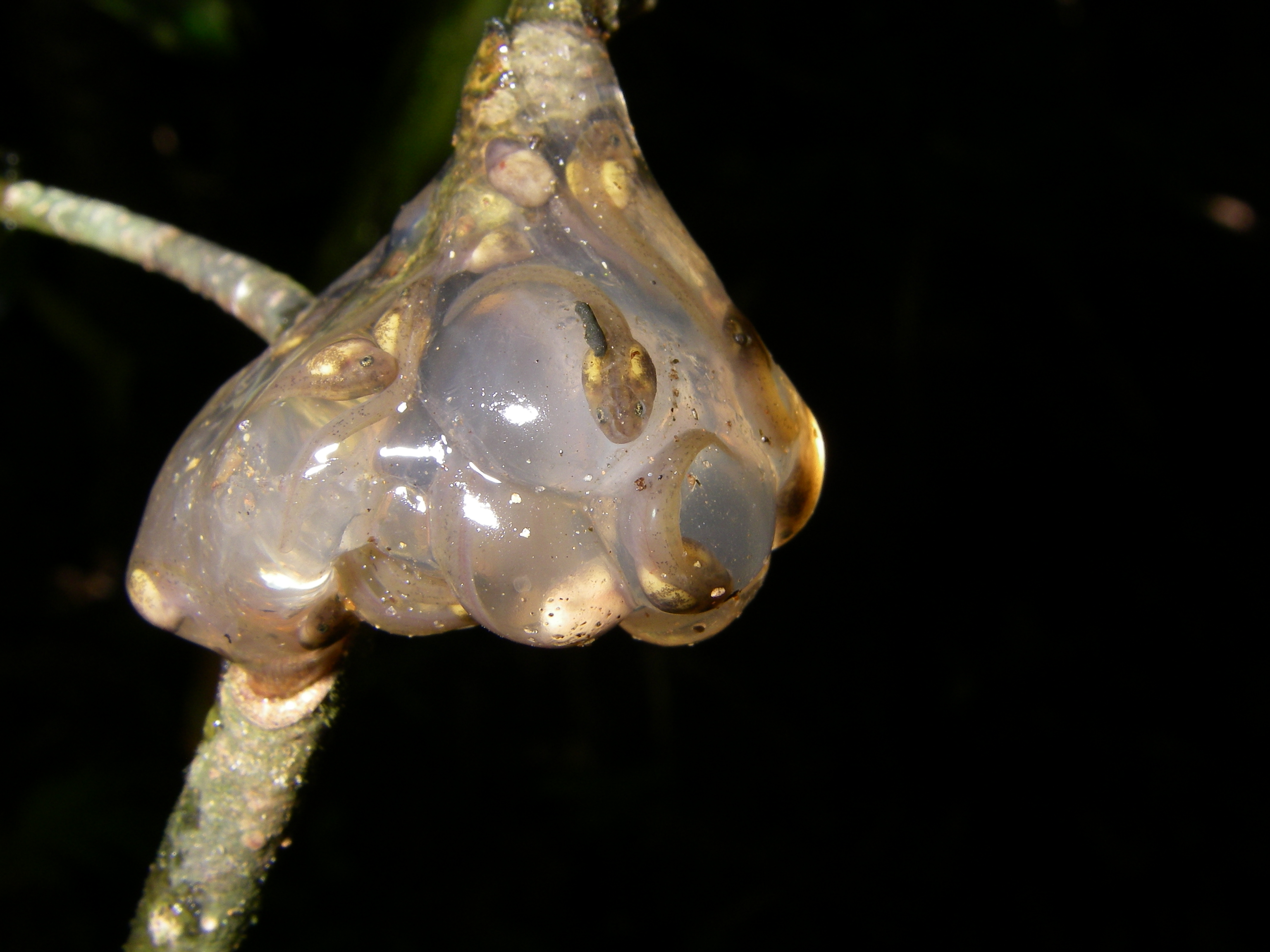
Ponte de Mantidactylus majori.

Mantidactylus majori mesure de 41 à 47 mm. Son dos est brun foncé soit d'une teinte uniforme soit avec des taches claires et sombres et parfois avec une ligne vertébrale. Ses flancs sont marbrés de gris argenté. Ses membres présentent des bandes transversales sombres et des réticulations sur les pattes arrière et parfois une ligne longitudinale au niveau des pieds. Sa gorge, blanc argenté, s'accompagne de taches foncées chez le mâle. La peau de son dos est plus ou moins lisse mais avec quelques aspérités. Les mâles ont des glandes fémorales circulaires qui sont de taille plus réduite chez les femelles.

## Étymologie
Cette espèce est nommée en l'honneur de Charles Immanuel Forsyth Major.

## Publication originale
- Boulenger, 1896 : Descriptions of two new frogs obtained in Madagascar. Annals and Magazine of Natural History, sér. 6, vol. 18, p. 420-421 (texte intégral).